# Gaetano Pace Forno

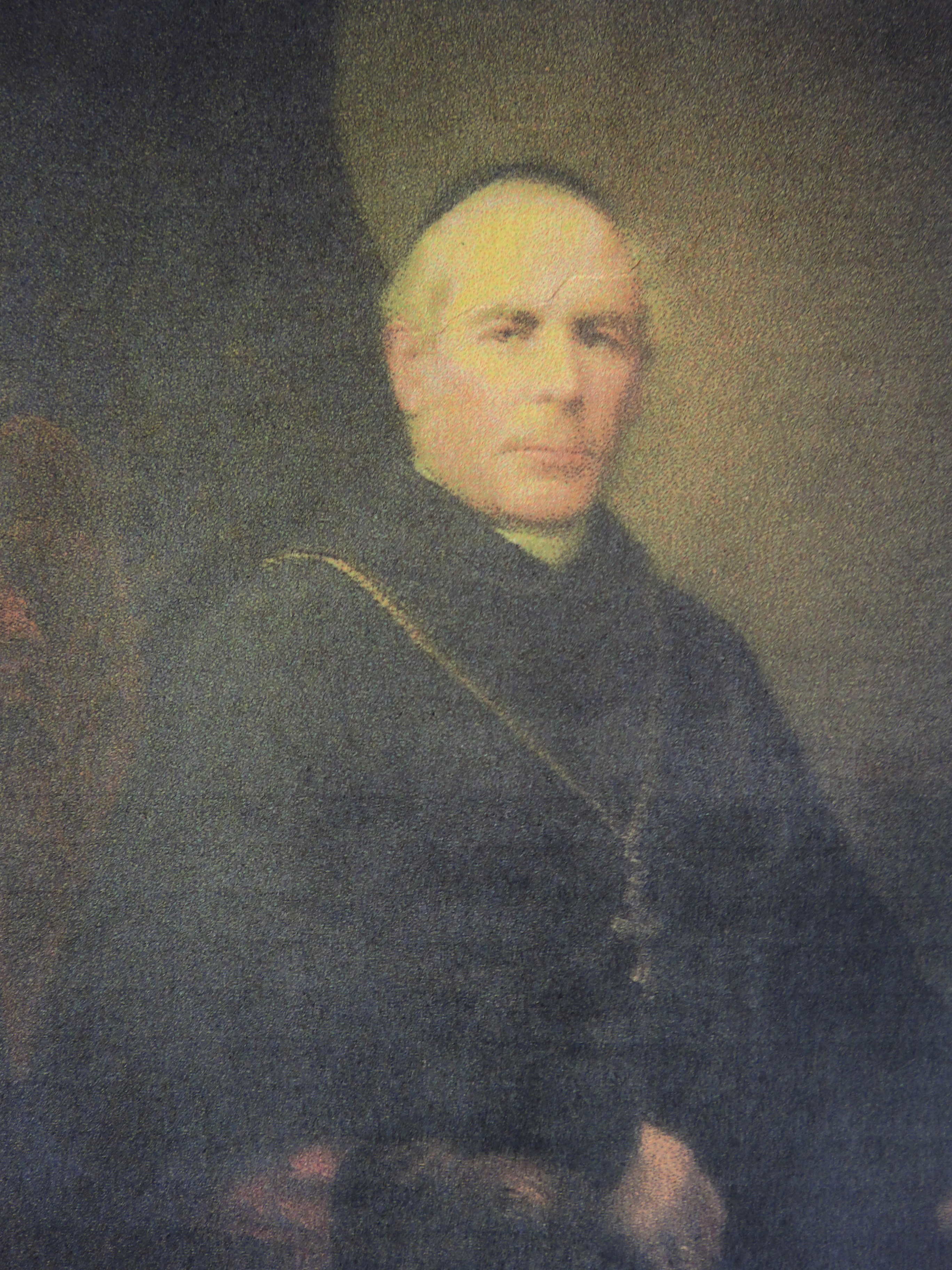
Bischof Gaetano Pace Forno

Gaetano Pace Forno OESA (* 5. Juni 1809 in Rabat, Gozo; † 22. Juli 1874) war ein maltesischer römisch-katholischer Geistlicher und Bischof von Malta.

## Leben
Gaetano Pace war der Sohn des Anwalts Francesco Pace und dessen Ehefrau Lucia dei Baroni Forno, einer palermitanischen Adeligen. Sein Vater war während der französischen Besatzung Botschafter Gozos am Hof von Palermo, wohin er vom Generalgouverneur Gozos Saverio Cassar entsendet worden war. König Ferdinand III. von Sizilien erhob Francesco Pace Anfang 1799 in den Adelsstand.
Nach Privatunterricht und Unterricht bei den Augustinern trat Gaetano Pace am 20. Juli 1824 dem Orden der Augustiner-Eremiten bei. Bis 1830 studierte er in Malta und beendete seine Studien auf Geheiß seiner Ordensoberen in Fermo. Die Priesterweihe empfing Gaetano Pace Forno am 22. September 1832 in Neapel. Er lehrte an verschiedenen Konventen der italienischen Augustinerprovinz, außer dem Zeitraum von 1841 bis 1843, als er Studienpräfekt des Augustinerkonvents in Rabat auf Malta war. Am 20. Mai 1847 wurde er zum Provinzial der maltesischen Augustinerprovinz gewählt. Am 31. August desselben Jahres erhielt er die Erlaubnis, in Valletta ein Kolleg für Jungen zu gründen, das am 23. September 1848 eröffnet wurde. Während der Cholera-Epidemie zwischen Juli und Oktober 1850 nahm er große persönliche Risiken in Kauf, um den Sterbenden Trost zu spenden. Gaetano Pace Forno wurde am 11. Dezember 1854 als Provinzial wiedergewählt. Ohne sein Wissen wurde er zum Koadjutor des kränklichen Bischofs Sant mit dem Recht der Nachfolge vorgeschlagen.
Am 25. September 1857 wurde Gaetano Pace Forno zum Titularbischof von Hebron und zum Koadjutorbischof in Malta ernannt. Die Bischofsweihe spendete ihm am 4. Oktober 1857 in der römischen Kirche Sant’Agostino in Campo Marzio der Kardinalbischof von Albano Costantino Patrizi Naro. Am 4. Dezember 1857 folgte Gaetano Pace Forno als Bischof von Malta sowie als Titularerzbischof von Rhodus nach. Während seiner Amtszeit wurde das Bistum Gozo aus dem Bistum Malta herausgelöst und zu einem eigenständigen Bistum erhoben.